# Listen to Your Heart (álbum)
| Críticas profissionais | Críticas profissionais |
| Avaliações da crítica  | Avaliações da crítica  |
| Fonte                  | Avaliação              |
| ---------------------- | ---------------------- |
| allmusic               | link                   |

Listen to Your Heart é o álbum de estreia da dupla belga DHT, lançado em 2005.

## Faixas

### Lançamento padrão Estados Unidos e Austrália
1. "Listen to Your Heart" (Furious F Radio Mix) – 3:48
2. "I Go Crazy" – 3:44
3. "At Seventeen" – 4:08
4. "I Miss You" – 3:52
5. "Someone" – 3:13
6. "Driver's Seat" – 2:51
7. "I Can't Be Your Friend" – 4:08
8. "My Dream" – 3:54
9. "Sun" – 3:09
10. "Why" – 3:20
11. "Depressed" – 5:32
12. "Listen to Your Heart" (Edmée's Unplugged Vocal Edit) – 4:28

### Edição belga
1. "Listen to Your Heart" (Furious E.Z. Radio Edit) – 3:50
2. "I Go Crazy" – 3:44
3. "At Seventeen" – 4:08
4. "I Miss You" – 3:52
5. "Someone" – 3:13
6. "Driver's Seat" (Unplugged) – 2:51
7. "I Can't Be Your Friend" – 4:08
8. "My Dream" (Easy Dream Mix) – 3:54
9. "Sun" (Tuh Duhduh Tuh Tuh) – 3:09
10. "Why" (Jan Vervloet Club Edit) – 3:20
11. "Depressed" (Jaque LA Moose Remix) – 5:32
12. "Listen to Your Heart" (Edmée's Unplugged Vocal Edit) – 4:29

### Edição acústica
1. "Listen to Your Heart" (Edmée's Unplugged Vocal Edit) – 4:30
2. "I Go Crazy" – 3:44
3. "At Seventeen" (Unplugged) – 4:29
4. "I Miss You" (Ballade) – 4:11
5. "Someone" (Unplugged) – 3:51
6. "Driver's Seat" (Unplugged) – 2:51
7. "I Can't Be Your Friend" (Guitar Session) – 3:03
8. "My Dream" (Easy Dream Mix) – 3:54
9. "Sun" (On the Beach) – 3:17
10. "Why" (Unplugged) – 3:22
11. "What If?" – 3:36

### Edição dance
1. "Listen to Your Heart" (Hardbounze Single Edit) – 3:29
2. "I Go Crazy" (Hardbounze Edit) – 4:09
3. "At Seventeen" – 4:08
4. "I Miss You" (Furious F. Single Edit) – 4:02
5. "Someone" (DHT UK Edit) – 3:06
6. "Driver's Seat" (Hardbounze Single Edit) – 3:20
7. "I Can't Be Your Friend" (Harbounze Single Edit) – 3:34
8. "My Dream" (Wirzbicky Trance Edit) – 3:37
9. "Sun" (Tuh Duhduh Tuh Tuh) – 3:09
10. "Why" (Furious F. Single Edit) – 3:22
11. "Depressed" (Jaque la Moose Remix) – 5:32

### Edição japonesa
1. "Listen to Your Heart" (Furious F. Ez Radio Edit) – 3:48
2. "I Go Crazy" – 3:44
3. "At Seventeen" – 4:08
4. "I Miss You" – 3:52
5. "Someone" – 3:11
6. "Driver's Seat" – 2:52
7. "I Can't Be Your Friend" – 4:08
8. "My Dream" – 3:53
9. "Sun" – 3:09
10. "Why" – 3:20
11. "Depressed" – 5:32
12. "Listen to Your Heart" (Edmée's Unplugged Vocal Edit) – 4:28
13. "Listen to Your Heart" (DJ Uto Radio Edit) – 4:11
14. "Listen to Your Heart" (DJ Joker's Harmony Mix Radio Edit) – 4:13
15. "Listen to Your Heart" (DJ Manian Remix Radio Edit) – 3:12
16. "Listen to Your Heart" (Friday Night Posse Remix Radio Edit) – 4:34
17. "Listen to Your Heart" (Rob Mayth Remix Radio Edit) – 3:40

## Desempenho nas paradas
| Paradas (2005)                         | Melhor posição |
| -------------------------------------- | -------------- |
| Estados Unidos - Billboard 200         | 78             |
| Estados Unidos - Top Electronic Albums | 2              |